# Adnan Adıvar

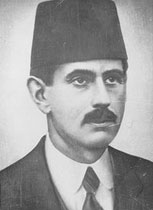
Adnan Adıvar

Abdülhak Adnan Adıvar (* 1882 in Gelibolu; † 1. Juli 1955 in Istanbul) war ein türkischer Politiker, Schriftsteller, Historiker und Mediziner. Er schrieb Bücher über die Geschichte der Wissenschaften im Osmanischen Reich. Adıvar war auch ein Unterstützer der Frauenbewegung in der Türkei, die damals neu aufkam.
1905 schloss Adıvar die Medizinische Fakultät in Istanbul ab und reiste nach Berlin, wo er sich in Innerer Medizin weiter ausbilden ließ. Nach der Wiedereinsetzung der osmanischen Verfassung 1908 durch die Jungtürken, denen Adıvar nahestand, kehrte er nach Istanbul zurück. Mit dreißig Jahren wurde Adıvar zum Dekan der Medizinischen Fakultät ernannt. Er arbeitete beim Osmanischen Roten Halbmond während des Italienisch-Türkischen Krieges, der Balkankriege und des Ersten Weltkriegs. 1917 heiratete er die Schriftstellerin Halide Edip Adıvar. Nach der Niederlage der Osmanen im Krieg und der Besetzung Istanbuls 1920 durch die Alliierten schloss sich das Paar der Widerstandsbewegung Atatürks an. Zwischen 1920 und 1923 war Adıvar Minister für Gesundheit, Innenminister und Stellvertretender Präsident der Großen Nationalversammlung. Nach der Gründung der Republik 1923 gründete Adıvar mit anderen die Partei Terakkiperver Cumhuriyet Fırkası. Er zögerte nicht, die Regierung und Atatürk zu kritisieren. Adıvar befürchtete wegen der politischen Macht Atatürks eine Diktatur. 1925 wurde die Partei verboten. Enttäuscht verließ Adıvar das Land Richtung Wien, wo seine Ehefrau sich in Behandlung befand. 1926 wurde Adıvar mit anderen beschuldigt, ein Attentat auf Atatürk geplant zu haben. So blieb er bis 1939 im Ausland, wo er sich der Philosophie und der Geschichte der Wissenschaften widmete. Er schrieb und lehrte in England und Frankreich.
Nach seiner Begnadigung und Rückkehr in die Türkei war er zwischen 1946 und 1950 Abgeordneter im türkischen Parlament. In der Türkei wurde das Ehepaar als Veteranen der Revolutionen von 1908 und 1923 hoch dekoriert. Das Paar hatte keine Kinder.

## Bücher
Adnan Adıvars wichtigstes Werk war das französischsprachige La Science Chez les Turks Ottomans (Paris, 1939), in welchem er über osmanische Gelehrte und Wissenschaftler vom 14. bis 19. Jahrhundert schrieb. 1943 erweiterte und übersetzte er das Buch ins Türkische (Osmanlı Türkleri’nde İlim). Ein anderes wichtiges Werk war ein Buch über Religion und Wissenschaft. Adnan Adıvar war Leiter für die Übersetzung der Encyclopaedia of Islam (EI1) ins Türkische (İslâm Ansiklopedisi). Er schrieb die Einleitung und einige Artikel. Daneben übersetzte er auch Werke des Philosophen Bertrand Russell.